# Aaliyah (album)
Albums de Aaliyah
One in a Million
(1996) I Care 4 U
(2002)
Singles
1. We Need a Resolution
Sortie : 13 avril 2001
2. More Than a Woman
Sortie : 13 novembre 2001
3. Rock the Boat
Sortie : 15 janvier 2002

Aaliyah, stylisé ΛΛLIYΛH,  est le troisième et dernier album studio d'Aaliyah, sorti le 17 juillet 2001.
L’album s’est vendu à 210 000 exemplaires la première semaine et s'est classé 1er au Billboard 200 et 2e au Top R&B/Hip-Hop Albums.

## Liste des titres
| No  | Titre                                                                     | Auteur                               | Contient un (des) sample(s) de                                                  | Durée |
| --- | ------------------------------------------------------------------------- | ------------------------------------ | ------------------------------------------------------------------------------- | ----- |
| 1.  | We Need a Resolution (featuring Timbaland – Produit par Timbaland)        | Timothy Mosley, Steve Garrett        | Tricks of the Trade de John Ottman                                              | 4:02  |
| 2.  | Loose Rap (featuring Static de Playa – Produit par Rapture et Eric Seats) | Garrett, Rapture Stewart, Eric Seats |                                                                                 | 3:52  |
| 3.  | Rock the Boat (Produit par Rapture et Eric Seats)                         | Garrett, Stewart, Seats              |                                                                                 | 4:35  |
| 4.  | More Than a Woman (Produit par Timbaland)                                 | Mosley, Garrett                      | Alouli Ansa de Mayada El Hennawy                                                | 3:49  |
| 5.  | Never No More (Produit par Bud'da)                                        | Garrett, Stephen Anderson            |                                                                                 | 3:58  |
| 6.  | I Care 4 U (Produit par Timbaland)                                        | Missy Elliott, Mosley                | (Too Little in Common to Be Lovers) Too Much Going to Say Goodbye des Newcomers | 4:33  |
| 7.  | Extra Smooth (Produit par Rapture et Eric Seats)                          | Garrett, Stewart, Seats              | Blow Your Head de Fred Wesley and The J.B.'s                                    | 3:55  |
| 8.  | Read Between the Lines (Produit par Bud'da)                               | Garrett, Anderson                    |                                                                                 | 4:20  |
| 9.  | U Got Nerve (Produit par Rapture et Eric Seats)                           | Stewart, Seats, Ben Bush             |                                                                                 | 3:43  |
| 10. | I Refuse (Produit par Rockstar)                                           | Garrett, Jeffrey « J-Dub » Walker    |                                                                                 | 5:57  |
| 11. | It's Whatever (Produit par Rapture et Eric Seats)                         | Garrett, Stewart, Seats              |                                                                                 | 4:08  |
| 12. | I Can Be (Produit par Bud'da)                                             | Durrell Babbs, Anderson              |                                                                                 | 2:59  |
| 13. | Those Were the Days (Produit par Rapture et Eric Seats)                   | Garrett, Stewart, Seats              |                                                                                 | 3:24  |
| 14. | What If (Produit par Rockstar)                                            | Babbs, Walker                        |                                                                                 | 4:24  |

| 15. | Try Again (Produit par Timbaland) | Garrett, Mosley | 4:43 |

| 15. | Try Again (Produit par Timbaland)                  | Garrett, Mosley             | 4:45 |
| 16. | Miss You (Produit par Teddy Bishop)                | Johntà Austin, Teddy Bishop | 4:06 |
| 17. | Don't Know What to Tell Ya (Produit par Timbaland) | Garrett, Mosley             | 5:02 |
| 18. | Erica Kane (Produit par Eric Seats et Rapture)     | Garrett, Seats, Stewart     | 4:36 |

## Musiciens
- Stevie Blacke : cordes
- Ron Blake : cor
- Sean Cruse : guitare
- Paulinho Da Costa : percussions

## Certifications
| Pays           | Association  | Certification | Ventes     |
| -------------- | ------------ | ------------- | ---------- |
| Afrique du Sud | RISA         | 3 × Platine   | 150 000+   |
| Allemagne      | BVMI         | Or            | 150 000+   |
| Australie      | ARIA         | Or            | 35 000+    |
| Canada         | Music Canada | Platine       | 100 000+   |
| États-Unis     | RIAA         | 2 × Platine   | 2 000 000+ |
| France         | SNEP         | Or            | 100 000+   |
| Japon          | RIAJ         | Or            | 100 000+   |
| Royaume-Uni    | BPI          | Platine       | 300 000+   |
| Suisse         | IFPI         | Or            | 20 000+    |